# Solo Flight
《Solo Flight》是席德·梅爾编写，MicroProse于1983年发行的飞行模拟游戏，对应雅达利8位电脑平台。
《Analog Computing》编辑Lee Pappas评价道，游戏「画面有些粗糙，控制板也不尽如人意」，但「总体而言，《Solo Flight》是迄今面世的最好的雅达利飞行模拟器」。